# Echinocereus enneacanthus
Espèce
Classification phylogénétique
Statut de conservation UICN

 LC  : Préoccupation mineure
Statut CITES
Echinocereus enneacanthus est une espèce de cactus (famille des Cactaceae) qui vit dans les zones désertiques du sud des États-Unis et au Mexique.

## Liste des sous-espèces
Selon NCBI (28 avr. 2011) :
- sous-espèce Echinocereus enneacanthus subsp. brevispinus